# Stephomyia mina
Stephomyia mina är en tvåvingeart som beskrevs av Maia 1993. Stephomyia mina ingår i släktet Stephomyia och familjen gallmyggor. Inga underarter finns listade i Catalogue of Life.